# Jasper Maskelyne
Jasper Maskelyne, famoso ilusionista británico, nació en Inglaterra en 1902 y falleció en Kenia en 1973. Es conocido como «war magician» («mago de la guerra») por su intervención en la II Guerra Mundial. Era nieto de John Nevil Maskelyne, fundador del Círculo Mágico y uno de los magos más famosos del siglo XX. 

## Biografía
Cuando estalla la guerra se alista en el ejército, siendo destinado al Real Cuerpo de Ingenieros. En cuanto a su participación en la contienda bélica, fue en Egipto donde en mayor medida se le empleó, siendo destinado en principio al servicio de camuflaje. Posteriormente logra incorporarse a la A Force, dedicada al contraespionaje y comandada por el general Archibald Wavell. Integrado en ella, se le atribuye haber protegido el puerto de Alejandría de los bombardeos aéreos por el método de construir toda una ciudad falsa en Bahía Maryut para engañar a los pilotos alemanes; la hazaña se habría llevado a cabo el 22 de junio de 1941. 

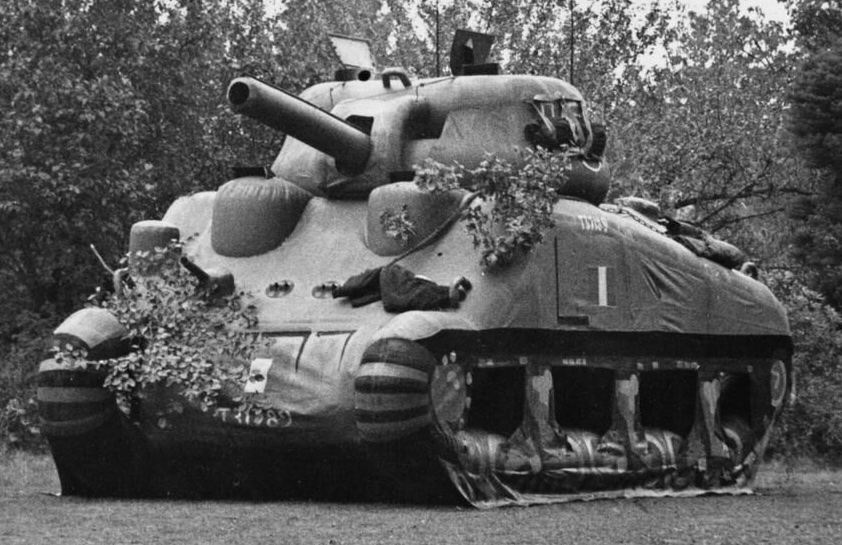
Un tanque inflable ficticio, inspirado en el M4 Sherman.

Posteriormente, encargado tras su éxito de proteger el Canal de Suez, utilizó las propias luces reflectoras del Canal, reforzadas por espejos estroboscópicos giratorios, para confundir a los pilotos alemanes y evitar el bombardeo. 
Posiblemente su mayor éxito tuvo lugar al engañar al ejército alemán, en el preludio de la batalla de el-Alamein, creando la ilusión de un ejército falso que atacaría a los nazis desde el sur, confundiéndoles sobre la verdadera estrategia aliada consistente en atacar desde el norte. Se construyeron carros de combate, barracones, depósitos de agua, incluso una vía de tren y un oleoducto falsos; se emitían señales de radio falsas para confundir a los alemanes, que efectivamente desplazaron buena parte de sus tropas para evitar el supuesto ataque, facilitando así la victoria aliada en el-Alamein.
Más adelante fue designado coronel del Servicio Experimental de Camuflaje, donde diseñó equipos de espionaje para la OSS y de escape para pilotos aliados cautivos.
Después de la guerra reanudó sus espectáculos de magia y presidió la Wessex Magical Association. Se retiró a Kenia hasta su muerte.

## Controversia
La mayoría de la información acerca de las hazañas de Maskelyne en la Segunda Guerra Mundial proviene de su autobiografía, Magic: Top Secret (1949), que ha sido puesta en duda por supuestamente exagerar los méritos del mago. En todo caso, los informes oficiales sobre su intervención en la guerra siguen estando clasificados como secretos y no verán la luz hasta 2046.